# Palacio de los Pescara
El palacio de los Pescara se encuentra situado en la calle Pintor Sorolla número 24 de la ciudad de Valencia (España). Fue construido en 1893 en estilo ecléctico neobarroco.

## Edificio
Fue construido en 1893 por el arquitecto valenciano Peregrín Mustieles Cano en estilo ecléctico neobarroco a instancias de Ángeles Grau Tamarit para su residencia particular. En 1906 su propietaria construyó una galería acristalada en la parte posterior de estilo modernista valenciano, típico de las villas de indianos. El edificio consta de planta baja, entreplanta y dos alturas. Destacan los miradores de la primera altura en la fachada principal con rico artesonado.
El edificio estuvo habitado hasta el año 1931. Durante la guerra civil española albergó servicios del gobierno republicano evacuado de Madrid.
En 1974 es adquirido por la entidad bancaria Bankinter que en 1979 lo rehabilitaría para albergar la sede central del banco en la Comunidad Valenciana. El proyecto corrió a cargo del conocido arquitecto Rafael Moneo y de Ramón Bescós.